# 哈格尔斯贝格
哈格尔斯贝格是奥地利上奥地利州林茨兰县的一个市镇。总面积18平方公里，总人口1122人，人口密度62.3人/平方公里（2005年）。